# Мужиново-Лесьне
Мужиново-Лесьне (пол. Murzynowo Leśne) — село в Польщі, у гміні Кшикоси Сьредського повіту Великопольського воєводства.
Населення — 410 осіб (2011).
У 1975-1998 роках село належало до Познанського воєводства.

## Демографія
Демографічна структура станом на 31 березня 2011 року:
|          | Загалом | Допрацездатний вік | Працездатний вік | Постпрацездатний вік |
| -------- | ------- | ------------------ | ---------------- | -------------------- |
| Чоловіки | 204     | 45                 | 137              | 22                   |
| Жінки    | 206     | 41                 | 128              | 37                   |
| Разом    | 410     | 86                 | 265              | 59                   |